# Лефран де Помпиньян, Жан-Жорж
Жан-Жорж Лефран де Помпиньян (фр. Jean-Georges Lefranc de Pompignan; 22 февраля 1715, Монтобан — 29 декабря 1790, Париж) — французский религиозный деятель и политик, брат Жан-Жака де Помпиньяна.

## Биография
После рукоположения в священники служил архидиаконом. В 1743 году был назначен епископом Ле-Пюи и с 27 сентября 1774 года архиепископом в Виенне, присоединив к ней до 1789 года аббатство Сент-Шаффре.
В 1789 году Помпиньян был избран депутатом от духовенства Дофине в собрание Генеральных штатов, был одним из первых членов их духовенства, соединившихся с третьим сословием, за что попал в число первых президентов Национального собрания (с 3 июля 1789 года) и недолго был министром (признан в этом качестве королём Людовиком XVI 19 июля 1789 года). Активно участвовал в парламентских дебатах, был противником гражданского устройства духовенства.
Помпиньян известен как автор ряда надгробных речей. Во время епископской службы имел многочисленные конфликты с философами, в том числе с Вольтером, и опубликовал ряд памфлетов против деятелей эпохи Просвещения. Кроме многочисленных пасторских посланий и слов, написал следующие работы: «Questions diverses sur l’incrèdulité» (Париж, 1753), «Le véritable usage de l’autorité séculière dans les matières qui concernent la religion» (1753), «L’incrédulité convaincue par les prophètes» (1759), «Lettre а un évêque sur plusieurs points de morale» (1802; посмертное издание).